# Cincinnati Open 1994
Il Cincinnati Open 1994 (conosciuto anche come Thriftway ATP Championships per motivi di sponsorizzazione) è stato un torneo di tennis giocato sul cemento.
È stata la 93ª edizione del Cincinnati Open, che fa parte della categoria Super 9 nell'ambito dell'ATP Tour 1994. Il torneo si è giocato a Cincinnati in Ohio negli USA, dall'8 al 15 agosto 1994.

## Campioni

### Singolare
Michael Chang ha battuto in finale  Stefan Edberg con il punteggio di 6–2, 7–5

### Doppio
Alex O'Brien /  Sandon Stolle hanno battuto in finale  Wayne Ferreira /  Mark Kratzmann con il punteggio di 7–6, 3–6, 6–3